# Kádas István
Kádas István (Pécs, 1926. április 21. – Pécs, 1997. október 3.) orvos, patológus.

## Család, iskola
Édesapja Kádas Lajos (†1958), a Siklósi járás főorvosa, édesanyja Kaminsky Erzsébet (†1975). Testvére: Kádas László orvos, a szombathelyi Markusovszky Kórház Kórbonctani Osztályának osztályvezető főorvosa. Felesége 1953-tól Sáry Klára, a pécsi MÁV Rendelőintézet laboratóriumvezető szakfőorvosa. Leánya: Kádas Klára (1954–) és Kádas Zsuzsanna (1957–).
Elemi iskoláit Siklóson végezte, előbb a jezsuiták pécsi Pius Gimnáziumába járt, majd a Ciszterci Rend pécsi Nagy Lajos Gimnáziumában érettségizett,  1944-ben. A POTE-n általános orvosi oklevelet szerzett 1951-ben, kórbonctani és -szövettani szakorvosi vizsgát tett 1954-ben, az orvostudományok kandidátusa fokozatot szerzett 1977-ben. Az MLEE általános tagozatán végzett 1966-ban.

## Élete
A POTE Kórbonctani Intézetében Entz Béla, majd Romhányi György gyakornoka, egyetemi tanársegéde 1951 és 1956 között, a Pécsi Megyei Kórház Kórbonctani és Kórszövettani Osztályának alapító osztályvezető főorvosa 1956–tól 1993-as nyugdíjazásáig. A POTE Igazságügyi Orvosi Intézete nyugdíjas szövettani szakértője 1993 és 1997 között. A POTE címzetes egyetemi tanára 1993-tól.
Tudományos pályafutásának kezdetén a hipofízis-mellékveserendszer és a veseműködés összefüggéseit kutató kísérletes vizsgálatokat végzett. Később érdeklődése májpatológiai kutatások felé fordult, Magyarországon egyedülállóan nagy anyagon végzett csecsemő- és gyermekkori májbiopsziás vizsgálatokat, elsők között vizsgálta a miokardiális elektrolitok biokémiai analízisét és ennek diagnosztikus lehetőségeit. Új modellt dolgozott ki, amellyel jelentős eredményeket ért el a ritkaföldfémek hepatotoxikus hatásának feltárása terén. Több májbetegség első magyarországi leírója.
190 publikációja jelent meg, néhány orvostörténeti dolgozatot is jegyzett, megírta a siklósi kórház történetét is.

## Társasági tagságai
- A Magyar Patológusok Társasága vezetőségi tagja.
- A Ciszterci Diákszövetség Pécsi Osztályának elnöke.

## Elismerései
- Doktor Sándor-emlékérem (1974),
- Baló József-emlékérem (1990),
- Genersich-emlékérem (1993),
- Romhányi György-emlékérem (1995),
- Pro Sanitate díj.
- Zrínyi Miklós emlékérem

## Főbb művei
- Veleszületett rekeszhiányosság. Orvosi Hetilap, 1951. 46.
- Adatok a kísérletes exsiccatiós nephrosis elváltozásainak pathogenesiséhez. Kísérletes Orvostudomány, 1953.
- Változások a nephron finomabb cytológiai szerkezetében macskában, hypophysectomia után. Kísérletes Orvostudomány, 1956.
- Nephrotoxicus savó hatása infantilis nyulakban. Tompa S.-sel. Magyar Belorvosi Archívum, 1958; angolul: Acta Medica, 1957.
- A Masugi-nephritis keletkezésének kétfázisú mechanizmusa nyúlban. Hámori A.-val, Tompa S.-sel. Magyar Belorvosi Archívum, 1958; angolul: Acta Medica, 1959.
- Polycystás tüdő rákja postoperatív contralateralis spontán pneumothoraxszal. Többekkel. Orvosi Hetilap, 1959. 47.
- Orrmelléküregi plasmocytoma két esete. Debreczeni J.-vel és Weiland O.-val. Fül-orr-gégegyógyászat, 1959.
- Ovarialis endometrioma malignus elfajulásának ritka esete. Zábó Z.-vel. Magyar Nőorvosok Lapja, 1960.
- Gonadalis dysgenesis. Pejtsik B.-vel és Seres G.-vel. Magyar Nőorvosok Lapja, 1960.
- Thrombopoesis a zsírvelőben és ennek klinikai jelentősége. Barta I.-vel. Haematologia Hungarica, 1961.
- Felnőtt és csecsemő szívek myocardiumának vegyi analysise és összehasonlító szövettani vizsgálata. Többekkel. Morphológiai és Igazságügyi Orvosi Szemle, 1964.
- Szilikogén porok hatása a hörgőrendszerre. Háber J.-vel. Porveszély a bányászatban. Konferencia előadások. Pécs, 1964.
- A kvarcpor szilikózisveszélyessége a koncentráció és az expozíciós idő függvényében. Kovácsy B.-vel, Pál T.-vel. A Mecseki Szénbányászati Tröszt Kutatási Osztályának Évkönyve. Pécs, 1965.
- A szilíciumot tartalmazó kevertpor tüdőkárosító hatása a porkoncentráció, az expozíciós idő és a levegő oxigénjének százalékos csökkenése függvényében. Többekkel. A Mecseki Szénbányászati Tröszt Kutatási Osztályának Évkönyve. Pécs, 1966
- A bányabeli munkahelyek szállóporainak, valamint a kristályos és amorf kvarcmódosulatok tüdőszövet-károsító hatásának vizsgálata. Többekkel. A Mecseki Szénbányászati Tröszt Kutatási Osztályának Évkönyve. Pécs, 1966
- A különféle típusú porszűrő álarcok hatásosságának vizsgálata a bányászok egészségének védelmében. Többekkel. A Mecseki Szénbányászati Tröszt Kutatási Osztályának Évkönyve. Pécs, 1966.
- Vizsgálatok a bányabeli fejtések szállóporainak egészségügyi hatásáról. Többekkel. A Mecseki Szénbányászati Tröszt Kutatási Osztályának Évkönyve. Pécs, 1967.
- A porok hatása a hörgőrendszerre. Háber J.-vel. Munkavédelem, 1967.
- Trichinosis ritka sporadikus esete. Dobák E.-vel. Morphológiai és Igazságügyi Orvosi Szemle, 1969.
- Az acut interstitialis nephritis. Csete B.-vel. Magyar Belorvosi Archívum, 1969.
- A látens Addison-kór. A Baranya Megyei Tanács Pécsi Kórházának Évkönyve, 1969.
- A tuberkulózis krónikus generalizációs formáinak klinikopathológiai jelentősége. (A Baranya Megyei Tanács Pécsi Kórházának Évkönyve, 1969.
- Néhány megfigyelés tehenek Klebsiella pneumoniae által okozott tőgygyulladásáról. Többekkel. Magyar Állatorvosok Lapja, 1969.
- A translinealis lipiodol-hepatographia. Állatkísérletek. Laczay A.-val, Pálvölgyi L.-lel. Orvosi Hetilap, 1970.
- Antidiabetogen sulphanylurea készítmények ritka szövődményei, különös tekintettel a haemolysisre. Többekkel. Orvosi Hetilap, 1970.
- A papillaris izomsyndromáról. Bohenszky Györggyel, Bokor Zs.-vel. Magyar Belorvosi Archívum, 1971.
- A Budd–Chiari-betegség csecsemőkorban. Többekkel. Gyermekgyógyászat, 1971.
- Adatok a szabad hasűrbe történő spontán vérzések klinikumához, különös tekintettel az arteria és vena linealisból eredő vérzésekre. Többekkel. Orvosi Hetilap, 1971. 20.
- Az ún. puerperalis – terhességi – cardiomyopathiáról. Horváth Lajossal. Orvosi Hetilap, 1971. 26.
- A lanthan-trichloriddal kiváltott májkárosodás pathomechanizmusához. Jobst Kázmérral. A Baranya Megyei Tanács Kórházának Évkönyve. 1970–1972. Pécs, 1972.
- Gyulladásos és vascularis vesebetegségek 14 évi boncolási anyagban észlelt előfordulásának és gyakoriságának klinikai elemzése. Többekkel. A Baranya Megyei Tanács Kórházának Évkönyve. 1970–1972. Pécs, 1972.
- A diagnosztikai eljárások fejlődésének hatása az emlőrák sebészeti therápiájára. Többekkel. A Baranya Megyei Tanács Kórházának Évkönyve. 1970–1972. Pécs, 1972.
- Orrüregi neuroblastoma. Tímár Tiborral. Fül-orr-gégegyógyászat, 1972.
- The Possible Role of Dermal Lymphatics in the Dissemination of Breast Cancer. Többekkel. Lymphology, 1972.
- A Pseudomonas aeruginosa szerepe a tehenek actinomycosisos jellegű idült tőgygyulladásában. Százados Imrével. Magyar Állatorvosok Lapja, 1972;
- Role of Pseudomonas aeruginosa in Actinomycosis-like Bovine Mastitis. Acta Veterinaria, 1972.
- Az emlőcysta levegőbefúvásos röntgenvizsgálata. Pneumocystographia mammae. Márton Z.-vel, Tabár L.-lel. Magyar Radiológia, 1972.
- Haemopericardium keletkezésének szokatlan lehetősége. Többekkel. Orvosi Hetilap, 1972.

- Meszesedés előfordulása férfi emlőrákban. Márton Z.-vel, Tabár L.-lel. (Magyar Radiológia, 1973)
- Liver Damage Induced by Lanthanum Tricloride. Jobst Kázmérral. (Acta Morphologica, 1973)
- A norsteroid kezelés hatása a mastopathiás emlő hisztológiai képére. Többekkel. (Magyar Nőorvosok Lapja, 1973)
- Mononucleosis Infectiosa im Kindesalter. Diagnostische Probleme aufgrund der Teilnahme der Leber. Többekkel. (Acta Paediatrica, 1973)
- Ízületi tűbiopszia. Többekkel. (Reumatológia, Balneológia, Allergológia, 1973)
- A galactographia szerepe a váladékozó emlő vizsgálatában. Márton Z.-vel, Tabár L.-lel. (Magyar Radiológia, 1973; angolul: Galactography in the Examination of Secretory Breasts. American Journal of Surgery, 1974)
- Csecsemő benignus epiglottis mesenchymomája. Eklics Józseffel, Tímár Tiborral. (Orvosi Hetilap, 1974. 15.)
- Kóros szervi elváltozások gyakorisága és klinikopathológiai jelentősége a tehenek egyes tőgygyulladásai esetében. Százados Imrével. (Magyar Állatorvosok Lapja, 1974; angolul: Acta Veterinaria, 1974)
- Az emlő radiológiai vizsgáló módszereinek – mammographia, galactographia, pneumocystographia – szerepe a klinikailag rejtett emlőrákok felfedezésében. Többekkel. (Magyar Onkológia, 1974)
- Lanthan trichloriddal előidézett májkárosodás: a ritka földfémek hepatotoxikus hatásának modellje. Kand. értek. (Pécs, 1975)
- Lanthan ion hatása a thrombocyták elektrophoretikus mobilitására. Kosztolányi Gy.-vel, Jobst Kázmérral. (Kísérletes Orvostudomány, 1975)
- Neonatal Hepatitis. Histological and Differential Diagnosis Aspects. (Acta Morphologica, 1976)
- Az alpha-foetoprotein jelentősége a csecsemő- és gyermekkori májsejt-regenerációs készség megítélésében. Többekkel. (Orvosi Hetilap, 1977. 47.)
- A szarvasmarhák vesegyulladásainak húsvizsgálati jelentősége. Százados Imrével. (Magyar Állatorvosok Lapja, 1978)
- A Haemophilus parahaemolyctus okozta tüdő-mellhártyagyulladás hazai előfordulása sertésekben. 1–2. Százados Imrével. (Magyar Állatorvosok Lapja, 1979–1980)
- Szubklinikai krónikus hepatitis előfordulása tünet- és panaszmentes hepatitis B-vírust hordozók között. Többekkel. (Orvosi Hetilap, 1980. 29.)
- Salmonella typhus által okozott szívburokgyulladás sertésben. Százados Imrével. (Magyar Állatorvosok Lapja, 1981)
- Pancreas polipeptid-hormont termelő gyomor apudoma. Többekkel. (Orvosi Hetilap, 1982. 34.)
- Kardiális májkárosodás mint klinikai diagnosztikus probléma. (Morphológiai és Igazságügyi Orvosi Szemle, 1983)
- A gyermekkori krónikus hepatitis. Többekkel. (Gyermekgyógyászat, 1983)
- Kután porfiria megjelenése Rotor-szindrómában. Többekkel. (Orvosi Hetilap, 1983. 10.)
- Rövid idejű, arzénes kezelés után kialakult hepatális angiosarcoma. Többekkel. (Morphológiai és Igazságügyi Orvosi Szemle, 1984)
- Májtűbiopsziás vizsgálat diagnosztikus értéke. Larva migrans visceralis. (Morphológiai és Igazságügyi Orvosi Szemle, 1985)
- Seminoma metastasis a gyomorban. Többekkel. (Orvosi Hetilap, 1985. 39.)
- Hereditaer tyrosinaemia. Többekkel. (Orvosi Hetilap, 1985. 51.)
- A diatermiás biopszia jelentősége a submucosus mesenchymalis gyomordaganatok diagnosztikájában. Illyés Tiborral, Kiss Hubával. (Orvosi Hetilap, 1986. 35.)
- A sárgaság diagnosztikus és differenciáldiagnosztikus csecsemő- és gyermekkorban. (Icterus. Diagnózis és differenciáldiagnózis. Szerk. Fehér János. Bp., 1987)
- Szövettani, metabolit- és enzimvizsgálatok herediter tyrosinaemiában. Többekkel. (Gyermekgyógyászat, 1987)
- A biopsziás vizsgálat szerepe és jelentősége alkoholos májbetegségben. (Orvosképzés, 1987)
- Malignus átalakulás jeleit mutató villosus adenoma a duodenumban. Többekkel. (Orvosi Hetilap, 1987. 34.)
- A nyelőcső carcinosarcomája. Többekkel. (Magyar Radiológia, 1989)
- A porbelégzéses betegségek és a tüdőrák társulásának kérdéséről a mecseki szénbányászat példáján. Vékény Henrikkel. (Bányászati és Kohászati Lapok. Bányászat, 1990)
- Csecsemő- és gyermekkori májbetegségek klinikai-patológiai problémái. (Orvosképzés, 1993)
- 100 éves a siklósi kórház. (Orvosi Hetilap, 1994. 40.)
- Romhányi György. A múlt magyar tudósai. (Akadémiai Kiadó, Budapest, 1995.)
- Benignus rekurráló intrahepaticus cholestatis. Gervain Judittal, Gógl Árpáddal. (Orvosi Hetilap, 1995. 16.)
- Terápiás dózisban alkalmazott paracetamol okozta heveny fatális májkárosodás. Illés Tamással, Könczöl Tamással. (Orvosi Hetilap, 1998. 4.).

## További irodalom
- Jobst Kázmér: Kádas István Orvosi Hetilap, 1998. 9.
- Jobst Kázmér: Kádas István, az utolsó klasszikus pécsi kórboncnok. Orvoskari Hírmondó, 2011.